# De Proletarische Vrouw

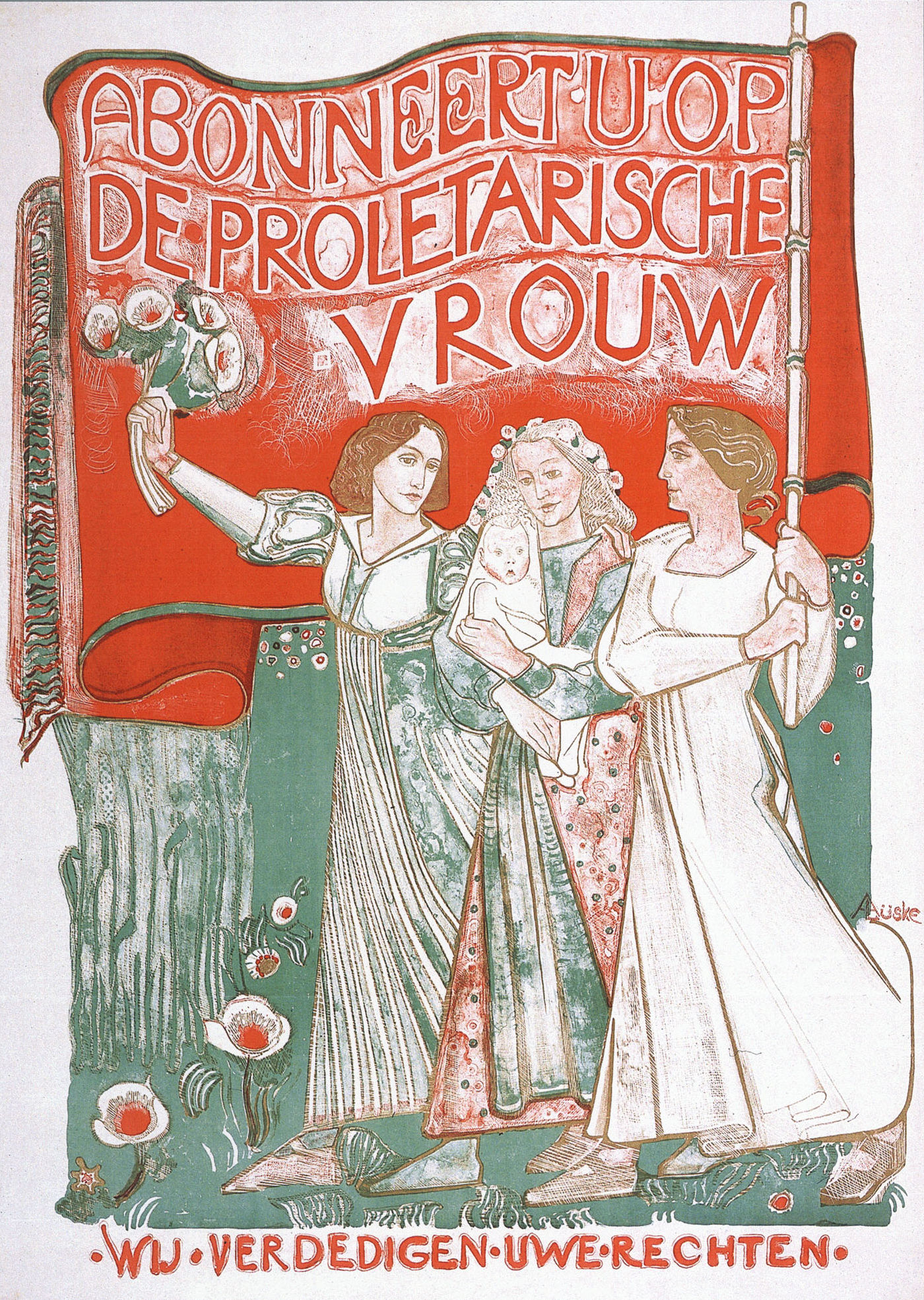
Affiche Abonneert u op De Proletarische Vrouw (1920) door Toon Lüske.

De Proletarische Vrouw was een Nederlands tijdschrift voor vrouwen dat verscheen van 1905 tot 1940, oorspronkelijk als orgaan van de Sociaal-Democratische Vrouwenpropagandaclub in Amsterdam, later als orgaan van de overkoepelende Bond van Sociaal-Democratische Vrouwenclubs.

## Geschiedenis
In 1905 werd de Amsterdamse Sociaal-Democratische Vrouwenpropagandaclub (SDVC) opgericht door een aantal vrouwelijke leden van de Sociaal-Democratische Arbeiderspartij (SDAP). In hetzelfde jaar verscheen ook het eerste nummer van De Proletarische Vrouw, onder redactie van Carry Pothuis-Smit. Het blad was bedoeld voor arbeidsters en arbeidersvrouwen. De redactie verwoordde het in het eerste nummer als volgt: "De Proletarische Vrouw, dat is de naam die wij voor ons blad kozen; dat wil zeggen: voor de vrouwen en meisjes uit de arbeidende klasse wordt het uitgegeven. Voor de vrouwen der arbeiders, die thuis elken dag haar gezin hebben te verzorgen, haar huishouding, haar kinderen, die van smorgens tot savonds tusschen de muren ploeteren in een kleine ruimte met weinig geld, met weinig uitspanning, met veel en zware zorgen dikwijls. Voor die vrouwen, al waren ze in Amsterdam of in Friesland of in Limburg of waar dan ook in Nederland, voor haar is dit blad." Het verscheen aanvankelijk als maandblad, later als weekblad. De SDVC ging in 1908 op in de Bond van Sociaal-Democratische Vrouwenclubs, die de uitgave van het blad overnam. De redactie bleef in handen van Carry Pothuis. Zij stopte het blad na de Duitse aanval op Nederland in 1940. Het blad had in die tijd 28000 abonnees.

### Inhoud
Onderwerpen die langskwamen in De Proletarische Vrouw waren onder andere het huishouden, recepten, handwerken, opvoeding, het leven van vrouwen in andere landen, geschiedenis, politiek, boekbesprekingen, korte verhalen, clubberichten en artikelen over de (internationale) vrouwenbeweging. Er werd onder meer een speciaal nummer gewijd aan de eerste Nederlandse Vrouwendag die in 1912 door de Bond werd georganiseerd.
Sommige rubrieken werden expres laagdrempelig gehouden, omdat het blad bedoeld was voor alle vrouwen. De rubriek Koffiepraatjes tusschen vrouw Snip en vrouw Snap van Roosje Vos werd door sommige lezeressen echter té kinderachtig en daardoor beledigend gevonden. Vos beëindigde de rubriek. Ze begreep de kritiek, maar gaf aan dat haar artikelen ook niet bestemd waren voor de meer gevorderde "strijdsters", maar voor de "tot nog geheel onbewuste vrouwen, die de allereerste klanken van het socialisme nog moeten leeren in zich opnemen."

## Enkele medewerkers
- Mies Bloch, illustraties
- Sani van Bussum, korte verhalen
- Fré Cohen, illustraties
- Wim Hora Adema, filmrecensies
- Carry Pothuis-Smit, eindredactie
- Engelien Reitsma-Valença, illustraties
- Liede Tilanus, redactie van bijlage Ons Kinderblaadje
- Hilda Verwey-Jonker, redactie
- Fie Wibaut, artikelenreeks over opvoeding
- Mathilde Wibaut, redactie van bijlage Ons Kinderblaadje